# Talara rufa
Talara rufa är en fjärilsart som beskrevs av William Schaus 1899. Talara rufa ingår i släktet Talara och familjen björnspinnare. Inga underarter finns listade i Catalogue of Life.